# 별 3형제
"별 3형제"는 한국에서 제작된 김기 감독의 1977년 영화이다. 전호진 등이 주연으로 출연하였고 이전철 등이 제작에 참여하였다.

## 출연

### 주연
- 전호진
- 강수연

## 기타
- 조명: 김윤덕
- 미술: 조경환